# Paleanîciînți, Fastiv
Paleanîciînți (în ucraineană Паляничинці) este o comună în raionul Fastiv, regiunea Kiev, Ucraina, formată numai din satul de reședință.

## Demografie
Componența lingvistică a comunei Paleanîciînți
     Ucraineană (97,54%)
     Rusă (1,73%)
     Alte limbi (0,72%)
Conform recensământului din 2001, majoritatea populației comunei Paleanîciînți era vorbitoare de ucraineană (97,54%), existând în minoritate și vorbitori de rusă (1,73%).